# 下廉穴
下廉穴（げれんけつ）は、手の陽明大腸経に所属する8番目の経穴である。

## 部位
前腕後橈側にあり、曲池穴の下4寸、陽谿穴から曲池穴に向かい上6寸、長・短橈側手根伸筋の間に取穴する

## 名前の由来
下は部位、廉は丘陵や菱形の角（前腕の菱形の筋肉）を意味することから名づけられた。

## 効能
小腸病、頭痛が移動するもの、眩暈、目痛、肘臂痛、腹痛、消化不良、乳痛などにも使われる。